# Islas Sebaldes
Las islas Sebaldes o Sebaldinas (en inglés: Jason Islands) son un grupo de islas que forman parte del archipiélago de las Malvinas. Se localizan al noroeste de la isla Gran Malvina y a 400 kilómetros de la costa este de la Patagonia argentina. Estas islas se encuentran deshabitadas y no tienen servicio de aviones ni ferries.
Las islas Sebaldes son administradas por el Reino Unido como parte del territorio de ultramar de las Islas Malvinas y son reivindicadas por la República Argentina que las hace parte del Departamento Islas del Atlántico Sur dentro de la Provincia de Tierra del Fuego, Antártida e Islas del Atlántico Sur.

## Geografía
El grupo está formado por una cadena de islas que emergen al oeste-noroeste de la isla del Rosario, con una superficie total de 21,7 km². La isla Salvaje del Oeste tiene aproximadamente 9,65 km de largo y la isla Salvaje del Este, unos 11,3.
Estas islas se suelen dividir en dos grupos menores:
- Islas Los Salvajes (al occidente), son muy elevadas, teniendo la mayor altura de 369 m. Incluyen a las islas Salvaje del Oeste, Salvaje del Este, Rasa del Oeste y Rasa del Este;

- Islas Las Llaves (al oriente), incluyen a las islas Chata, Afelpada del Norte, Afelpada del Sur, de los Arrecifes, Pan de Azúcar, las Rocas Foca y los islotes Escarceos. También se encuentra aquí el arrecife Esperanza.

Esta subdivisión del grupo no aparece en la toponimia británica:

## Historia
En los mapas de principios del siglo XVI aparece un archipiélago en la región de las islas Malvinas. Se especula que Américo Vespuccio pudo haber avistado las islas en 1502 y que las dejó sin nombrar. En 1519 o 1520, Esteban Gómez, capitán de la nave San Antonio, de la expedición de Magallanes, desertó y en su camino de regreso a España se encontró con varias islas, que llamó "Islas de Sansón y de los Patos". El nombre de "Islas de Sansón" ("San Antón", "San Son" o "Ascensión"), con el cual se conoce al conjunto formado por el archipiélago de las Malvinas en los mapas españoles de ese período, es posible que se refiriera a las Sebaldes. 
En 1599, el navegante holandés Sebald de Weert encontró unas islas que no aparecían en sus cartas náuticas y que bautizó con su nombre, "Islas Sebald De Weert". Dicho nombre dio origen a la denominación "Islas Sebaldinas" o "Sebaldes" que se utilizó para nombrar todo el archipiélago de las Malvinas hasta bien entrado el siglo XVIII.

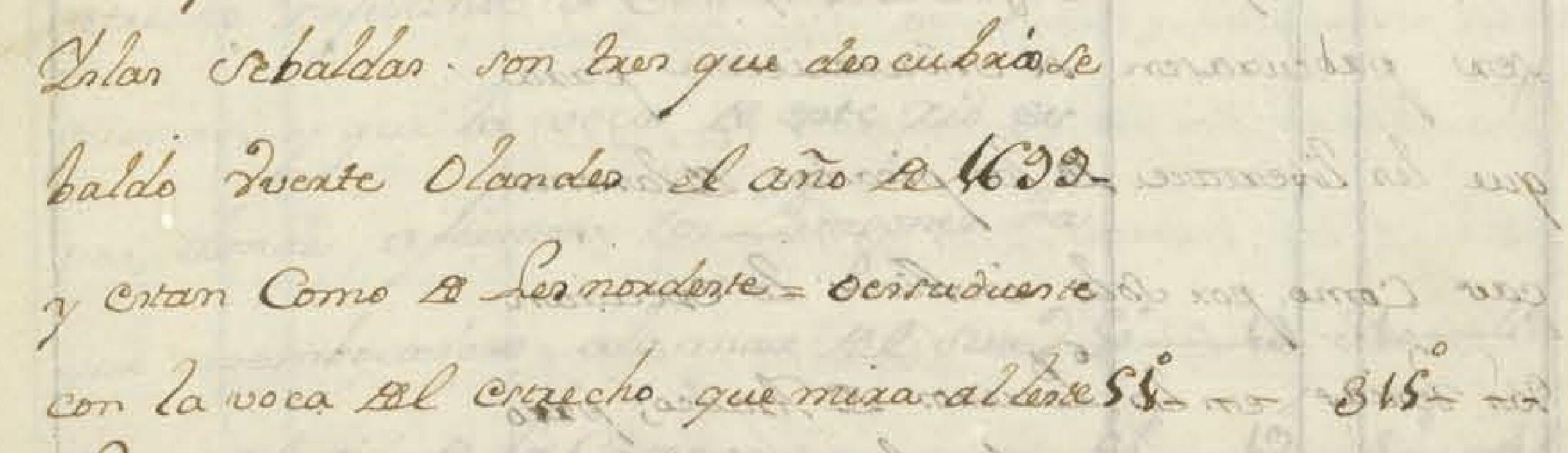
Las islas Sebaldas fueron incluidas en el libro Historia geográfica e hidrográfica, con derrotero general correlativo al plan del Reino de Chile por el virrey del Perú Manuel de Amat y Junyent.

En 1766 los buques de la Marina Británica HMS Carcass y HMS Jason hicieron un reconocimiento geográfico de la zona y cartografiaron estas islas. Al hacerlo les dieron el nombre de uno de los barcos a estas islas y el del otro barco a la vecina Isla del Rosario. Asimismo, el capitán de la expedición, John McBride, bautizó con su nombre un cabo y una montaña de la isla Soledad. 
Entre 1864 y 1866 se mataron dos millones de pingüinos para extraer aceite. Actualmente las islas son una reserva natural.
En marzo de 1970 las islas fueron compradas por Leonard W. Hill (Len Hill). Las islas Steeple Jason y Grand Jason fueron compradas por el filántropo Michael Steinhardt en la década de 1990, quien las donó al parque zoológico de Bronx.